# Thérapie du champ mental
La thérapie du champ mental (en anglais, Thought Field Therapy abrégé TFT) est une technique établie par Roger Callahan, psychologue cognitiviste et hypnothérapeute spécialisé dans le domaine des phobies. 